# Pygoscelis calderensis
Pygoscelis calderensis este o specie dispărută de pinguin din genul Pygoscelis, familia Spheniscidae.